# Paviai egyházmegye
A Paviai egyházmegye (latinul: Dioecesis Papiensis) a római katolikus egyház egyik egyházmegyéje Olaszországban. Csak 1817 óta a Milánói főegyházmegye szuffragán egyházmegyéje. Mielőtt a franciák kiűzése és a bécsi kongresszus után VII. Piusz pápa újjászervezte volna a hierarchiát Észak-Olaszországban, a Paviai egyházmegye közvetlenül az Apostoli Szentszéktől függött, annak ellenére, hogy a milánói érsek többször is sikertelenül próbálta meg az egyházmegye feletti irányítást megszerezni. Az egyházmegye püspöki székesegyháza a paviai Cattedrale di Maria Assunta e Santo Stefano Protomartire. Pavia jelenlegi püspöke Corrado Sanguineti, akit Ferenc pápa nevezett ki 2015. december 1-jén.

## Püspökök
- Siro 283-339
- Pompeo I 339-353
- Eventio 353-392
- Profuturo 392-397
- Obediano 397-410
- Ursicino 410-433
- S.Crispino I 433-467
- S.Epiphanio 466–496
- Massimo 499-514
- S.Magno Felix Ennodio(Evodio) 514–521
- Crispino II 521-541
- Paolo 541-566
- Pompeo II 566-579
- Severo 579-605
- Bonifazio 605-620
- Tomaso 620-c.656
- S.Anastasio ca. 658-680
- Damiano Biscossia 680-710
- Armentario 710-722
- Pietro I 722-736
- Teodoro 743-778
- Agostino 778 (csak 20 napig)
- Girolamo 778-791
- Ireneo 791-795
- (Waldo(Ubaldo) de Reichenau (O.S.B) 791(795)-802, kormányzó)
- Gandolfo 802-805
- Pietro II 805-813
- S.Giovanni I 813-826
- Sebastiano 826-830
- Diodato 830-841
- Liutardo 841-864
- S.Litifredo I 864-874
- Giovanni II 874-911
- Giovanni III 912-924
- Leone(Leo) 924-943(930)
- Litifredo II 943(930)-971
- Pietro III Canepanova 971–983 (XIV. János pápa (983-984))
- Guido Curzio 984-1008
- Rainaldo(Reginaldo) 1008-1056
- Enrico Astari 1057-1068
- Guglielmo de Montferrat 1068-1104
- Guido Pescari(Pipari) 1104-1118
- Bernardo Lonati(Lunata) 1119-1130
- Pietro Rosso 1130-1139
- Alfano Confalonieri 1139-1147
- Pietro Toscani 1147-1180
- Lanfranco Beccari 1180-1198
- Bernardo Balbi 1198-1213
- Rodobaldo de' Sangiorgio 12*13-1215
- Fulco Scotti 1216-1228
- Rodobaldo Cepolla 1230-1254
- Guglielmo da Caneto 1256-1272
- Corrado Beccaria 1272-1292 (álpüspök)
- Guido Zazzi 1274-1294
- Guido Langosco 1295 - 1311
- Isnardo Tacconi 1311–1319 (apostoli kormányzó)
- Giovanni Beccaria 1320–1323 (apostóli kormányzó)
- Carante Sannazzari 1323–1328
- Giovanni Fulgosi 1328–1342
- Matteo Riboldi 1342–1343 (veronai püspökké kinevezve)
- Pietro Spelta 1343–1356
- Alchiero Alchieri 1356–1361
- Francesco Sottoriva 1364–1386
- Guglielmo Centueri (O.S.Fr.) 1386–1402 (piacenzai püspökké kinevezve)
- Pietro Grassi 1402–1426
- Francesco Piccolpassi 1427–1435
- Enrico Rampini 1435–1443
- Bernardo Landriano 1443-1446 (később comói püspök)
- Giacomo Borromeo 1446–1453
- Giovanni Castiglioni 1453–1460
- Giacomo Ammannati Piccolomini 1460–1479
- Ascanio Maria Sforza 1479–1505
- Francesco Alidosio 1505–1511
- Antonio Maria Ciocchi del Monte 1511–1516
- Giovanni Maria Ciocchi del Monte 1521–1530 (III. Gyula pápa 1550-1555)
- Giovanni Girolamo de' Rossi 1530–1539
  - Sede vacante 1539-1560
- Ippolito de Rossi 1564–1591
- Alessandro Sauli 1591–1592
- Francesco Gonzaga 1593
- Guglielmo Bastone 1593-1608
- Giovanni Battista Biglia 1609-1617
- Fabrizio Landriani 1617-1637
- Giovanni Battista Sfondrati 1639-1647
- Francesco Biglia 1648-1659
- Girolamo Melzi 1659-1672
- Gregorio Barbadigo 1664–1697
- Lorenzo Trotti 1672-1700
- Jacopo Antonio Morigia, B. 1701-1708
- Agostino Cusani 1711-1724
- Francesco Pertusati 1724-1752
- Carlo Francesco Durini 1753–1769
- Bartolomeo Olivazzi 1769-1791
- Giuseppe Bertieri O.S.A. 1793-1804
- Paolo Lamberto D'Allègre 1807–1821
- Luigi Tosi 1823–1845
- Angelo Ramazzotti 1850–1858
- Pietro Maria Ferrè 1860–1867
- Lucido Maria Parocchi 1871–1877 (bolognai püspökké kinevezve)
- Agostino Caetano Riboldi (1877. március 12. - 1901. április 15.  ravennai érsekké kinevezve)
- Francisco Ciceri (1901. április 15. -1924. június 2.)
- José Ballerini (1924. július 26. - 1933. június 22.)
- João Batista Girardi (1934. május 8. - 1942.)
- Carlos Allorio (1942. július 5. -1968 (nyugalmazott, 1969-ban hunyt el))
- Antônio Josè Angioni (1968. július 6. - 1986. április 2. (nyugalmazott, 1991-ben hunyt el))
- João Volta (1986. április 2. - 2003. december 1. nyugalmazott)
- João Giudici (2003. december 1. - 2015. november 16.)
- Corrado Sanguineti (2015. november 16. - hivatalban)

## Szomszédos egyházmegyék
- Tortonai egyházmegye (délnyugat)
- Vigevanói egyházmegye (nyugat)
- Milánói főegyházmegye (északnyugat)
- Lodi egyházmegye (kelet)
- Piacenza-Bobbiói egyházmegye (délkelet)